# Стабблбайн, Альберт
Альберт «Берт» Ньютон Стабблбайн III (англ. Albert "Bert" Newton Stubblebine III; 6 февраля 1930 — 6 февраля 2017) — генерал-майор Армии США, служивший на протяжении 32 лет, руководитель Командования разведки и безопасности Армии США в 1981—1984 годах. Известен как один из руководителей американского военного проекта «Звёздные врата», направленного на изучение паранормальных способностей человека.

## Биография
Окончил в 1952 году Военную академию США и Колумбийский университет в 1961 году (инженер химик, степень магистра). Состоял в браке со своей супругой Джеральдин с 1952 года, усыновил двоих детей. Службу начинал в танковых войсках, позже перешёл в военную разведку. В 1968 году направлен на службу во Вьетнам, входил в штаб Командования по оказанию военной помощи Вьетнаму, позже служил в разведывательном отделе G-2 25-й пехотной дивизии. Был награждён орденом Легиона почёта в степени легионера и Бронзовой звездой. В 1971—1972 годах Стабблбайн служил в Центре фотографии и интерпретации (англ. Image and Interpretation Center), за что был отмечен также орденом Легиона почёта, но в степени офицера. Имея звание полковника, руководил Командованием электронной разведки и развития (англ. Electronic Research and Development Command — ERADCOM). За время службы испытал влияние нью-эйджистских взглядов подполковника Джима Ченнона, который распространял идею создания в Армии США подразделений с паранормальными способностями (так называемый «Первый батальон Земли»).
В 1981—1984 годах он возглавлял Командование разведки и безопасности Армии США. В 1983 году руководил вторжением американских войск на Гренаду.
Он занимался реализацией проекта «суперсолдат», которые могли бы «становиться невидимыми по своему желанию и проходить сквозь стены» (англ. have the ability to become invisible at will and to walk through walls). Стабблбайн стал одним из спонсоров и организаторов проекта «Звёздные врата» по изучению и развитию паранормальных способностей у военных: в частности, проект занимался феноменом «удалённого видения». Штаб проекта располагался в Форт-Мид (Мэриленд). Стабблбайн пытался «научить» командиров батальонов гнуть ложки так, как это делал известный шоумен Ури Геллер. Утверждалось, что во время работы проекта Стабблбайн пытался научиться «проходить сквозь стены», однако потерпел неудачу, о чём рассказал в 2004 году. Среди иных его экспериментов были попытки осуществления левитации и разгона облаков усилием мысли. Проект, однако, не привёл ни к каким серьёзным успехам.
По словам Владимира Бирюка, Стабблбайну приписывалось освобождение бригадного генерала Армии США Джеймса Дозиера, которого похитили террористы из организации «Красные бригады». Подчинённые Стабблбайна из компании Mankind Research и Центрального бюро прогнозов не с первой попытки, но всё же обнаружили здание в Падуе, где содержался под стражей Дозиер, а после прослушки телефонов и проверки электросчётчиков итальянские спецназовцы обнаружили и квартиру, где содержался генерал: итальянцы освободили генерала 25 января 1982 года. Однако представители Пентагона позже говорили, что использование команды Стабблбайна не дало положительного эффекта, хотя она и привлекалась к работе.
Сотрудников проекта «Звёздные врата», работавших с конфиденциальной информацией, обвиняли в нарушении протоколов безопасности. Более того, генерал Армии США Джон Адамс Уикем-младший, который был прихожанином Пресвитерианской церкви, обвинил Стабблбайна в пропаганде сатанизма, к которой относил и заявления о возможности сгибания ложек силой мысли. Из-за этих скандалов Стабблбайн ушёл в 1984 году в отставку. Его преемник на посту Командования разведки и безопасности Гарри Сойстер не разделял взгляды Стабблбайна на паранормальные явления и отказался от развития проекта, однако закрыть его удалось не раньше 1995 года.
После отставки Стабблбайн занимал пост вице-президента компании Braddock Dunn & McDonald до 1990 года. В том же году включён в Зал славы военной разведки. В 1994 году развёлся со своей супругой Джеральдин в связи с подозрениями в измене, а позже женился на враче-психиатре и специалисте по питанию Райме Э. Лайбоу (англ. Rima E. Laibow). Был консультантом при правительственных корпорациях Environmental Research Institute of Michigan и Space Applications Corporation.
Стабблбайн неоднократно критиковал официальную версию терактов 11 сентября 2001 года, ставя под вопрос саму возможность атаки террористами-смертниками здания Пентагона. Некоторые из заявлений Стабблбайна включал в свои книги писатель и философ Дэвид Рэй Гриффин, один из сторонников теории заговора касаемо событий 11 сентября.

## В массовой культуре
Проект Альберта Стабблбайна стал основой для сюжета книги «Безумный спецназ» 2004 года авторства Джона Ронсона, а в 2009 году книга была экранизирована. Стивен Лэнг сыграл в этом фильме бригадного генерала Дина Гудхопа, образ которого, по всей видимости, был списан со Стабблбайна.

## Награды
Отмечен следующими наградами:
- Орден «Легион почёта» степени офицера[3]
- Бронзовая звезда
- Медаль «За выдающуюся службу» Армии США[3]
- Воздушная медаль
- Медаль «За похвальную службу»
- Похвальная медаль Армии США
- Медаль «За службу национальной обороне»
- Медаль «За службу во Вьетнаме»